# Poeten og Lillemor
Poeten og Lillemor är en dansk komedifilm från 1959 i regi av Erik Balling.
Filmen bygger på Jørgen Mogensens tecknade serie Poeten och Lillemor. Filmen fick två uppföljare: Poeten og Lillemor og Lotte från 1960 och Poeten og Lillemor i forårshumør från 1961.

## Rollista i urval
- Henning Moritzen - Poeten
- Helle Virkner - Lillemor
- Ove Sprogøe - Anton
- Lis Løwert - Vera
- Olaf Ussing - borgenären
- Dirch Passer - bagaren
- Karl Stegger - slaktaren
- Valsø Holm - köpmannen
- Helga Frier - köpmannens fru
- Kjeld Petersen - Henry Hamber
- Judy Gringer - Lise
- Paul Hagen - brevbäraren
- Henry Lohmann - lantmätaren